# Kościół imienia Martina Lutra w Boguszowie-Gorcach
Kościół ewangelicki imienia Martina Lutra – dawna świątynia protestancka znajdująca się w Boguszowie-Gorcach, w dzielnicy Gorce.
Świątynia znajduje się w budynku dawnej restauracji "Zum Gerichtskretscham", która w 1926 roku została zakupiona przez gminę ewangelicką i została przebudowana na kościół.
Obecnie budowla należy do prywatnego właściciela i znajduje się w stanie ruiny.
Świątynia znajduje się w wykazie zabytków ujętych w ewidencji zabytków gminy Boguszów-Gorce.